# ستيوارت ثوم
ستيوارت ثوم (بالإنجليزية: Stuart Thom)‏ (27 ديسمبر 1976 في المملكة المتحدة - ) هو لاعب كرة قدم بريطاني في مركز الدفاع. لعب مع أولدهام أثلتيك وسكونثورب يونايتد ونوتينغهام فورست ونادي بارو ونادي مانسفيلد تاون.

## وصلات خارجية
- ستيوارت ثوم على موقع قاعدة بيانات كرة القدم.إي يو (الإنجليزية)
- ستيوارت ثوم على موقع Soccerbase.com (لاعب) (الإنجليزية)